# Bjarki Már Gunnarsson
Bjarki Már Gunnarsson (* 10. August 1988 in Reykjavík) ist ein isländischer Handballspieler.

## Karriere
Bjarki Már Gunnarsson spielte in seiner Heimat beim HK Kópavogur, für den er im Europapokal der Pokalsieger sowie im EHF-Pokal auflief und mit dem er 2012 die Meisterschaft gewann. 2013 wechselte der 1,97 Meter große Kreisläufer zum deutschen Zweitligisten EHV Aue. Im Sommer 2017 schloss er sich dem isländischen Erstligisten UMF Stjarnan an.
Bjarki Már Gunnarsson gehört zum Kader der isländischen Nationalmannschaft, für die er in bisher 61 Länderspielen 17 Tore erzielte. Mit Island nahm er an der Europameisterschaft 2014 in Dänemark teil.